# Ben Bostrom
Benjamin Bostrom (Redding, 7 maggio 1974) è un pilota motociclistico statunitense, ritiratosi dall'attività agonistica.
È stato uno dei protagonisti del mondiale Superbike correndo con le Ducati 996 e 998.
Ha due fratelli, entrambi motociclisti, Eric e Tory (Torsten).

## Carriera
Ha vinto il campionato AMA Superbike nel 1998 e nel 1999 ottiene la prima vittoria nel campionato mondiale Superbike sul circuito di Laguna Seca.
La stagione 2001 lo ha consacrato come uno dei piloti più rappresentativi del mondiale superbike, anche grazie alle sue 5 vittorie consecutive a metà stagione.
A Laguna Seca coglie i suoi successi migliori: la doppietta del 2001 è la più importante sul catino californiano, da ricordare il sorpasso ai danni di Neil Hodgson in gara 1.
Nel biennio 2003 - 2004 torna a correre nell'AMA Superbike, il campionato riservato alle derivate dalla serie negli Stati Uniti d'America, con la Honda CBR 1000 RR del team ufficiale HRC ma non raccoglie grandissimi risultati, e deve inchinarsi a Mat Mladin. Nel 2003 partecipa anche al primo campionato AMA Supermoto (ancora acerbo e caratterizzato da pochi gran premi) su Honda, vincendo il titolo nella classe 450cc.
Torna al mondiale superbike nel 2005 su Honda CBR 1000RR con il team Renegade KOJI, ottenendo pochi punti mondiali e nessun piazzamento di rilievo.
La stagione 2006 lo vede impegnato nell'AMA con la Ducati 999.
Nel 2007 ha corso nell'AMA Superstock in sella alla Yamaha YZF-R1 ottenendo un buon secondo posto finale dietro la Suzuki guidata da Ben Spies.
Nel 2008 ha partecipato al campionato AMA Supersport sulla R6 ufficiale, classificandosi primo nella classifica finale.
In tale stagione ha vinto la gara inaugurale a Daytona precedendo il compagno di team di solo 1 centesimo di secondo.
Nel 2011 viene chiamato dal team LCR per correre in MotoGP come wildcard il Gran Premio degli Stati Uniti d'America a Laguna Seca. Nella stessa stagione è pilota titolare nell'AMA Superbike Championship dove ottiene due piazzamenti a podio e chiude la stagione al quinto posto.

## Risultati in gara

### Campionato mondiale Superbike
| 1998 | Moto  |  |  |  |  |  |  |  |  |  |  |  |  |  |  |   |   |  |  |  |  |  |  |  |  |  |  | Punti | Pos. |
| ---- | ----- |  |  |  |  |  |  |  |  |  |  |  |  |  |  | - | - |  |  |  |  |  |  |  |  |  |  | ----- | ---- |
| 1998 | Honda |  |  |  |  |  |  |  |  |  |  |  |  |  |  | 4 | 3 |  |  |  |  |  |  |  |  |  |  | 22,5  | 22º  |

| 1999 | Moto   |  |  |  |  |  |  |  |  |  |  |  |  |  |  |   |   |  |  |  |  |  |  |  |  |  |  | Punti | Pos. |
| ---- | ------ |  |  |  |  |  |  |  |  |  |  |  |  |  |  | - | - |  |  |  |  |  |  |  |  |  |  | ----- | ---- |
| 1999 | Ducati |  |  |  |  |  |  |  |  |  |  |  |  |  |  | 2 | 1 |  |  |  |  |  |  |  |  |  |  | 45    | 16º  |

| 2000 | Moto   |   |   |    |    |     |    |    |   |   |    |    |    |   |   |   |   |   |   |    |    |    |     |    |   |    |    | Punti | Pos. |
| ---- | ------ | - | - | -- | -- | --- | -- | -- | - | - | -- | -- | -- | - | - | - | - | - | - | -- | -- | -- | --- | -- | - | -- | -- | ----- | ---- |
| 2000 | Ducati | 9 | 7 | 15 | 14 | Rit | 13 | 15 | 8 | 7 | 10 | 10 | 11 | 6 | 3 | 2 | 2 | 4 | 3 | 15 | 17 | 16 | Rit | 10 | 7 | 24 | 10 | 174   | 7º   |

| 2001 | Moto   |   |     |   |   |     |    |   |   |     |    |   |   |    |    |   |   |   |   |   |   |   |   |    |    |   |   | Punti | Pos. |
| ---- | ------ | - | --- | - | - | --- | -- | - | - | --- | -- | - | - | -- | -- | - | - | - | - | - | - | - | - | -- | -- | - | - | ----- | ---- |
| 2001 | Ducati | 3 | Rit | 4 | 1 | Rit | AN | 9 | 4 | Rit | NP | 6 | 4 | 11 | 20 | 2 | 1 | 1 | 1 | 1 | 1 | 3 | 4 | 11 | 11 | 4 | 4 | 312   | 3º   |

| 2002 | Moto   |   |   |   |   |   |   |   |   |     |   |   |   |   |   |   |   |   |   |   |   |   |   |   |   |    |   | Punti | Pos. |
| ---- | ------ | - | - | - | - | - | - | - | - | --- | - | - | - | - | - | - | - | - | - | - | - | - | - | - | - | -- | - | ----- | ---- |
| 2002 | Ducati | 3 | 4 | 4 | 5 | 4 | 5 | 7 | 7 | Rit | 9 | 7 | 8 | 5 | 4 | 5 | 5 | 8 | 5 | 7 | 4 | 4 | 6 | 8 | 5 | 10 | 9 | 261   | 5º   |

| 2005 | Moto  |    |     |     |    |    |   |    |    |     |    |    |     |    |    |    |    |    |    |    |    |    |    |    |    |  |  | Punti | Pos. |
| ---- | ----- | -- | --- | --- | -- | -- | - | -- | -- | --- | -- | -- | --- | -- | -- | -- | -- | -- | -- | -- | -- | -- | -- | -- | -- |  |  | ----- | ---- |
| 2005 | Honda | 16 | Rit | Rit | 11 | 12 | 6 | 18 | 18 | Rit | 14 | 14 | Rit | 20 | 18 | 12 | 10 | 18 | 10 | 10 | 15 | 13 | AN | 12 | 11 |  |  | 58    | 15º  |

| Legenda | 1º posto        | 2º posto            | 3º posto           | A punti      | Senza punti        | Grassetto – Pole position Corsivo – Giro più veloce |
| Legenda | Gara non valida | Non qual./Non part. | Ritirato/Non class | Squalificato | '-' Dato non disp. | Grassetto – Pole position Corsivo – Giro più veloce |

### Motomondiale
| 2011 | Classe | Moto  |  |  |  |  |  |  |  |  |  |     |  |  |  |  |  |  |  |  | Punti | Pos. |
| ---- | ------ | ----- |  |  |  |  |  |  |  |  |  | --- |  |  |  |  |  |  |  |  | ----- | ---- |
| 2011 | MotoGP | Honda |  |  |  |  |  |  |  |  |  | Rit |  |  |  |  |  |  |  |  | 0     |      |

| Legenda | 1º posto        | 2º posto            | 3º posto            | A punti      | Senza punti        | Grassetto – Pole position Corsivo – Giro più veloce |
| Legenda | Gara non valida | Non qual./Non part. | Ritirato/Non class. | Squalificato | '-' Dato non disp. | Grassetto – Pole position Corsivo – Giro più veloce |